# Henrardia pubescens
Henrardia pubescens är en gräsart som först beskrevs av Antonio Bertoloni, och fick sitt nu gällande namn av Charles Edward Hubbard. Henrardia pubescens ingår i släktet råttsvansveten, och familjen gräs. Inga underarter finns listade i Catalogue of Life.